# 7173 Sepkoski
7173 Sepkoski (1988 PL1) là một tiểu hành tinh vành đai chính bên trong được phát hiện ngày 15 tháng 8 năm 1988 bởi C. S. Shoemaker và E. M. Shoemaker ở Palomar.